# Muidorge
 Muidorge  es una población y comuna francesa, en la región de Picardía, departamento de Oise, en el distrito de Beauvais y cantón de Crèvecœur-le-Grand.

## Demografía
| 90 | 88 | 102 | 103 | 107 | 119 |
| Para los censos de 1962 a 1999 la población legal corresponde a la población sin duplicidades (Fuente: INSEE [Consultar]) |    |     |     |     |     |